# Ottawa Macdonald-Cartier International Airport

i7
i11
i13
Der Ottawa Macdonald-Cartier International Airport (frz. Aéroport international Macdonald-Cartier d’Ottawa; IATA-Code: YOW, ICAO-Code: CYOW) ist der internationale Flughafen der Kanadischen Hauptstadt Ottawa. Der Flughafen ist ein Platz des National Airports Systems und befindet sich im Eigentum von Transport Canada. Durch Nav Canada wird der Flughafen als Airport of Entry klassifiziert und es sind dort Beamte der Canada Border Services Agency (CBSA) stationiert, damit ist hier eine Einreise aus dem Ausland zulässig. Betrieben wird er von der „Ottawa Macdonald-Cartier International Airport Authority“.
Der Flughafen wurde im Juni 1993 zu Ehren der beiden Väter des kanadischen Staatenbündnisses John A. Macdonald und George-Étienne Cartier benannt. Im Jahr 2019 wurden ca. 5,1 Millionen Passagiere bei 75.799 kommerziellen Flugzeugbewegungen verzeichnet.

## Lage und Verkehrsanbindung
Der Ottawa Macdonald-Cartier International Airport liegt elf Kilometer südlich des Stadtzentrums von Ottawa.
Er wird über den Airport Parkway mit der Innenstadt Ottawas verbunden. Die Verbindung mit dem ÖPNV wird durch eine Expressbuslinie der OC Transpo sichergestellt. Für die Zukunft wird die Anbindung des Flughafens an das Stadtbahn-System O-Train erwogen.

## Fluggesellschaften und Ziele
Der Ottawa Macdonald-Cartier International Airport hat nicht die hohe Bedeutung für den internationalen Flugverkehr im Vergleich zu den Flughäfen in Montréal oder Toronto. Es werden überwiegend Flüge innerhalb Kanadas und den angrenzenden USA abgewickelt:

## Flughafenanlagen

### Start- und Landebahnen
Der Ottawa Macdonald-Cartier International Airport verfügt zurzeit über Start- und Landebahnen mit Längen von 2438 und 3048 Meter, beide sind 61 Meter breit. Zusätzlich gibt es noch eine weitere, kleine Bahn, diese ist allerdings ohne Befeuerung und wird daher hauptsächlich von der Allgemeinen Luftfahrt mit Kleinflugzeugen, z. B. Cessna genutzt.

## Funkfrequenzen

### Sprechfunk
ATIS (englisch)121,15 MHz
ATIS (französisch)132,95 MHz
Clearance Delivery119,4 MHz
Ground Control121,9 MHz
Tower118,8 MHz
Terminal127,7 MHz
Montreal Centre (Arrivals)135,15 MHz
Montreal Centre (Departures)128,175 MHz

### Funknavigation

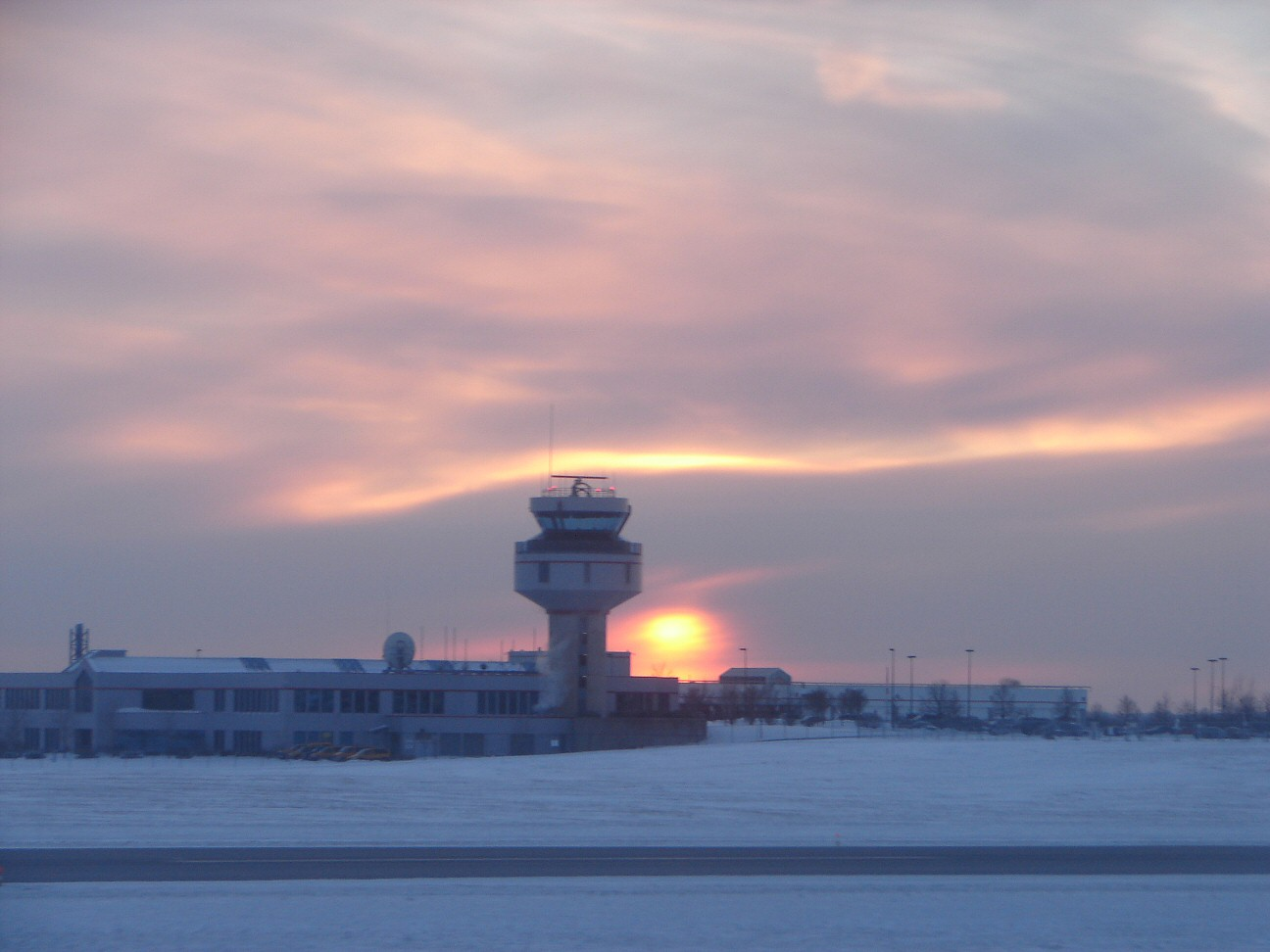
Control Tower

VOT111.8
NDBOttawa (OW) 236 kHz (rwy 25); Moody (ZOW) 334 kHz (rwy 07); Greely (YRR) 377 kHz (rwy 32)
VOROttawa (YOW) 114,6 MHz Ch 93
DMEOttawa (IOW) 109,5 MHz Ch 32
ILSIOW 109,5 MHz (rwy 07), IRP 110,3 MHz (rwy 32)

## Verkehrszahlen
| Jahr | Fluggastaufkommen | Fluggastaufkommen | Fluggastaufkommen | Luftfracht (Tonnen) | Kommerzielle Flugbewegungen |
| Jahr | National          | International     | Gesamt            | Luftfracht (Tonnen) | Kommerzielle Flugbewegungen |
| ---- | ----------------- | ----------------- | ----------------- | ------------------- | --------------------------- |
| 2019 | 3.993.553         | 1.112.934         | 5.106.487         |                     | 75.799                      |
| 2018 | 4.002.209         | 1.108.592         | 5.110.801         |                     | 77.728                      |
| 2017 | 3.813.672         | 1.026.005         | 4.839.677         | 21.070              | 74.755                      |
| 2016 | 3.679.232         | 1.063.859         | 4.743.091         | 20.864              | 74.345                      |
| 2015 | 3.488.629         | 1.167.731         | 4.656.360         | 23.408              | 75.107                      |
| 2014 | 3.434.209         | 1.182.239         | 4.616.448         | 22.974              | 78.073                      |
| 2013 | 3.363.685         | 1.214.906         | 4.578.591         | 23.796              | 83.567                      |
| 2012 | 3.454.387         | 1.231.569         | 4.685.956         | 25.326              | 90.697                      |
| 2011 | 3.429.310         | 1.195.316         | 4.624.626         | 24963               | 90.949                      |
| 2010 | 3.303.170         | 1.170.724         | 4.473.894         | 21.412              | 86.009                      |
| 2009 | 3.141.812         | 1.091.018         | 4.232.830         | 19.705              | 81.120                      |
| 2008 | 3.255.540         | 1.083.684         | 4.339.225         | 20.086              | 79.777                      |
| 2007 | 3.052.813         | 1.035.715         | 4.088.528         | 22.670              | 72.342                      |
| 2006 | 2.807.377         | 1.000.379         | 3.807.756         | 19.661              | 65.396                      |
| 2005 | 2.779.895         | 955.538           | 3.735.433         | 20.131              | 66.146                      |
| 2004 | 2.736.779         | 873.106           | 3.609.885         | 18.471              | 69.626                      |
| 2003 | 2.491.691         | 770.654           | 3.262.345         | 21.348              | 69.798                      |
| 2002 | 2.445.770         | 771.116           | 3.216.886         | 22.553              | 68.499                      |
| 2001 | 2.625.630         | 765.665           | 3.391.295         | 19.745              | 72.630                      |
| 2000 | 2.562.282         | 872.063           | 3.434.345         | -                   | 78.301                      |
| 1999 | 2.426.288         | 785.319           | 3.211.607         | -                   | 81.808                      |
| 1998 | 2.414.355         | 696.193           | 3.110.548         |                     | 77.202                      |
| 1997 | 2.435.534         | 610.834           | 3.046.368         | -                   | 67.867                      |
| 1996 | 2.223.941         | 633.897           | 2.857.838         | -                   | -                           |
| 1991 | -                 | -                 | 2.420.421         | -                   | 68.000                      |

## Zwischenfälle
- Am 19. Mai 1967 rollte eine Douglas DC-8F-54 der Air Canada (CF-TJM) auf einem Trainingsflug im Landeanflug auf den Flughafen Ottawa zur Seite und stürzte im Rückenflug zu Boden. Alle drei Besatzungsmitglieder kamen ums Leben. Im Untersuchungsbericht warfen die Flugunfallermittler der Besatzung vor, ein Trainingsflugmanöver unter Bedingungen durchgeführt zu haben, die ein Behalten der Kontrolle über die Maschine unmöglich machten (siehe auch Flugunfall einer Douglas DC-8 der Air Canada bei Ottawa).[9]

- Am 15. September 1988 stürzte eine Hawker Siddeley 748 der Bradley Air Services (C-GFFA) auf dem Weg von Montréal-Dorval zum Flughafen Ottawa International im Anflug ab.[10] Durch Wartungsfehler waren die Querruderkabel asymmetrisch eingestellt, was zu ungesteuerten Vollausschlägen mit zwangsläufigem Kontrollverlust und Absturz bei Cheney, Ontario, 34 Kilometer ostsüdöstlich des Zielflughafens Ottawa führte. Der vorgeschriebene Testflug nach der Einstellung der Kabel war unterlassen worden. Beitragend zur Unfallursache waren die Konstruktion des Querrudersystems, unvollständige und mehrdeutige Wartungsvorschriften des Herstellers sowie das Fehlen von dessen Informationen für die Piloten bezüglich des Verhaltens des Querrudersystems und Bedienung in Notfällen. Die einzigen Insassen, die beiden Piloten, kamen ums Leben.[11]